# Cards Against Humanity
Cards Against Humanity (auf Deutsch etwa Karten gegen die Menschlichkeit, in Anlehnung an Verbrechen gegen die Menschlichkeit) ist ein Gesellschaftsspiel, das 2011 von Cards Against Humanity LLC veröffentlicht wurde. Das Spiel sticht hervor durch exzessiven Gebrauch schwarzen Humors sowie politisch inkorrekter Inhalte. Spielziel ist das Füllen von Lücken in Aussagen (oder das Beantworten von Fragen) mit möglichst humoristischen Antworten.

## Geschichte
Die Idee für Cards Against Humanity wurde 2008 von acht Schülern der Highland Park High School entwickelt. Eine Vorversion des Spiels entstand 2008 als Freizeitprojekt unter dem Namen „Cardenfreude“ und wurde von den Erstellern als ausdruckbare Version zum freien Download bereitgestellt. Einer der Entwickler, Max Temkin, war an einer Crowdfunding-Kampagne für ein Buch über die Wahlkampagne von Barack Obama 2009 beteiligt gewesen und überzeugte seine Freunde von dieser Finanzierungsmethode. Das Spiel wurde weiterentwickelt und umbenannt: „Cards Against Humanity“ ist eine Anspielung auf den Begriff Verbrechen gegen die Menschlichkeit (englisch: crimes against humanity), einen Straftatbestand im Völkerstrafrecht. Auf ihrer Website boten die Entwickler die Spielmaterialien im PDF-Format zum kostenlosen Herunterladen unter einer Creative-Commons-Lizenz an.
Am 1. Dezember 2010 wurde eine Crowdfunding-Kampagne auf der Plattform Kickstarter gestartet mit dem Ziel, 4000 US-Dollar zu sammeln, um Spielkarten im Visitenkartenformat in Druck geben zu können. Als die Kampagne beendet wurde, wurden insgesamt 15.570 US-Dollar gesammelt. Dies ermöglichte einen Druck auf höherwertige Spielkarten.
2011 gründeten die Entwickler die Firma Cards Against Humanity LLC für die Produktion und Vermarktung des Spiels. Alle acht Entwickler sind gleichberechtigte Teilhaber der Firma. Während das Spiel über stationäre Einzelhändler und den Onlinehandel als dingliche Version verkauft wird, stehen die Spielmaterialien auf der Unternehmenswebsite auch weiterhin kostenlos und in mehreren Übersetzungen zum Selbstausdrucken zur Verfügung.
Für Cards Against Humanity wurden vom Hersteller mehrere Erweiterungspakete entwickelt. Diese bestehen aus zusätzlichen, oft einem bestimmten Thema zugeordneten Karten, die als separates Paket verkauft werden und nach denselben Spielregeln und gemeinsam mit dem Hauptspiel genutzt werden können. Das erste dieser Erweiterungspakete erschien im November 2011 und war nach drei Tagen ausverkauft. Im Gegensatz zum Hauptspiel sind die Erweiterungen nicht zum Download verfügbar, sondern müssen erworben werden.
Bei vielen Spielern ist es üblich, selbst Karten zu erstellen, wodurch das Spiel häufig um Insiderwitze ergänzt wird. 
2017 schlossen die Entwickler einen Vertrag mit der zweitgrößten Einzelhandelskette der USA, Target, ab, in deren Läden das Spiel seitdem verkauft wird. Noch im selben Jahr kam es zu einem Skandal, als in der Öffentlichkeit und in den Medien das Erweiterungspaket „Chosen People Pack“ (deutsch: Auserwähltes-Volk-Paket) kritisiert wurde, das Texte aus dem Bereich Judentum enthielt und nach Ansicht der Kritiker ernste Themen wie den Holocaust unangemessen veralbere. 2019 engagierte Cards Against Humanity den Rapper Sir Mix-a-Lot, der für übertrieben sexistische Texte bekannt ist, als Testimonial für ein Erweiterungsset zum Thema „Gesäß“.
Entwickler Max Temkin ist Mitentwickler des Brettspiels Secret Hitler.

### Black Friday Promotionen
Die Erschaffer von Cards Against Humanity haben verschiedene, satirische Promotionen gestartet, um den Verkauf des Spiels zu fördern.
Anlässlich des Black Friday 2013 wurde der Verkaufspreis des Spiels um 5 US-Dollar angehoben. Der "anti-sale" erregte Aufmerksamkeit und hat kurzzeitig die Verkaufszahlen des Spiels erhöht. In den folgenden Jahren wurden am Black Friday ähnliche Aktionen gestartet: 2014 wurde das Spiel mit dem Kot einer Kuh ersetzt, wovon 30.000 Einheiten verkauft wurden. 2015 wurde die Möglichkeit gegeben, 5 US-Dollar zu zahlen, und im Gegenzug nichts zu erhalten, wodurch über 30.000 Dollar gesammelt wurden. Im Jahr 2016 wurde gespendetes Geld dazu benutzt, ein Loch zu graben. 2017 wurden in amerikanischen Supermärkten über mehrere Wochen Kartoffelchips verkauft, welche Präsident Donald Trump verspotteten.

### Protest gegen Donald Trump und Klage gegen Elon Musk
Um nach eigenen Aussagen den Bau einer von Donald Trump im Wahlkampf propagierten Mauer an der Grenze zu Mexiko zu verhindern, erwarb Card Against Humanity mit Unterstützung von 150.000 Spendern während seiner Präsidentschaft 2017 ein direkt an der Grenze gelegenes Grundstück im Süden Texas’.
2024 berichteten die Spielemacher, dass das eigentlich naturbelassene Grundstück ohne Absprache als Lagerstätte für Schutt und Baumaschinen des in der Region aktiven Raumfahrtunternehmens SpaceX genutzt werde. Cards Against Humanity reicht daraufhin eine Klage gegen Gründer und Haupteigentümer Elon Musk in Höhe von 15 Millionen US-Dollar Entschädigung ein, die im Falle eines Schuldspruchs zu gleichen Teilen an die Unterstützer des Crowdfunding zurückgezahlt werden sollen. Auf der Website der verbundenen Kampagnen CAH sues Musk und Elon owes you 100 Dollars polemisierten die Spielemacher, nach Donald Trump hätten sie es nun mit einem „noch reicheren, noch rassistischeren Milliardär“ zu tun.

### Positionierung im US-Präsidentschaftswahlkampf 2024
Anfang Oktober 2024 veröffentlichte Cards Against Humanity die Kampagne CAH pays you to give a shit, die zu den Demokraten tendierende Nichtwähler der US-Präsidentschaftswahl 2020 in Swing States dazu aufrief, ein öffentliches Entschuldigungsvideo aufzunehmen, einen „Wahlplan“ aufzustellen und in sozialen Netzwerken Beiträge mit dem Ausspruch #DonaldTrumpIsAHumanToilet (deutsch: „Donald Trump ist eine menschliche Toilette.“) zu posten. Seien alle Voraussetzungen erfüllt, sollten Teilnehmende bis zu 100 US-Dollar Belohnung erhalten, die durch den Verkauf eines speziellen Erweiterungskartensets zur US-Präsidentschaftswahl im November finanziert würden.

## Ausstattung

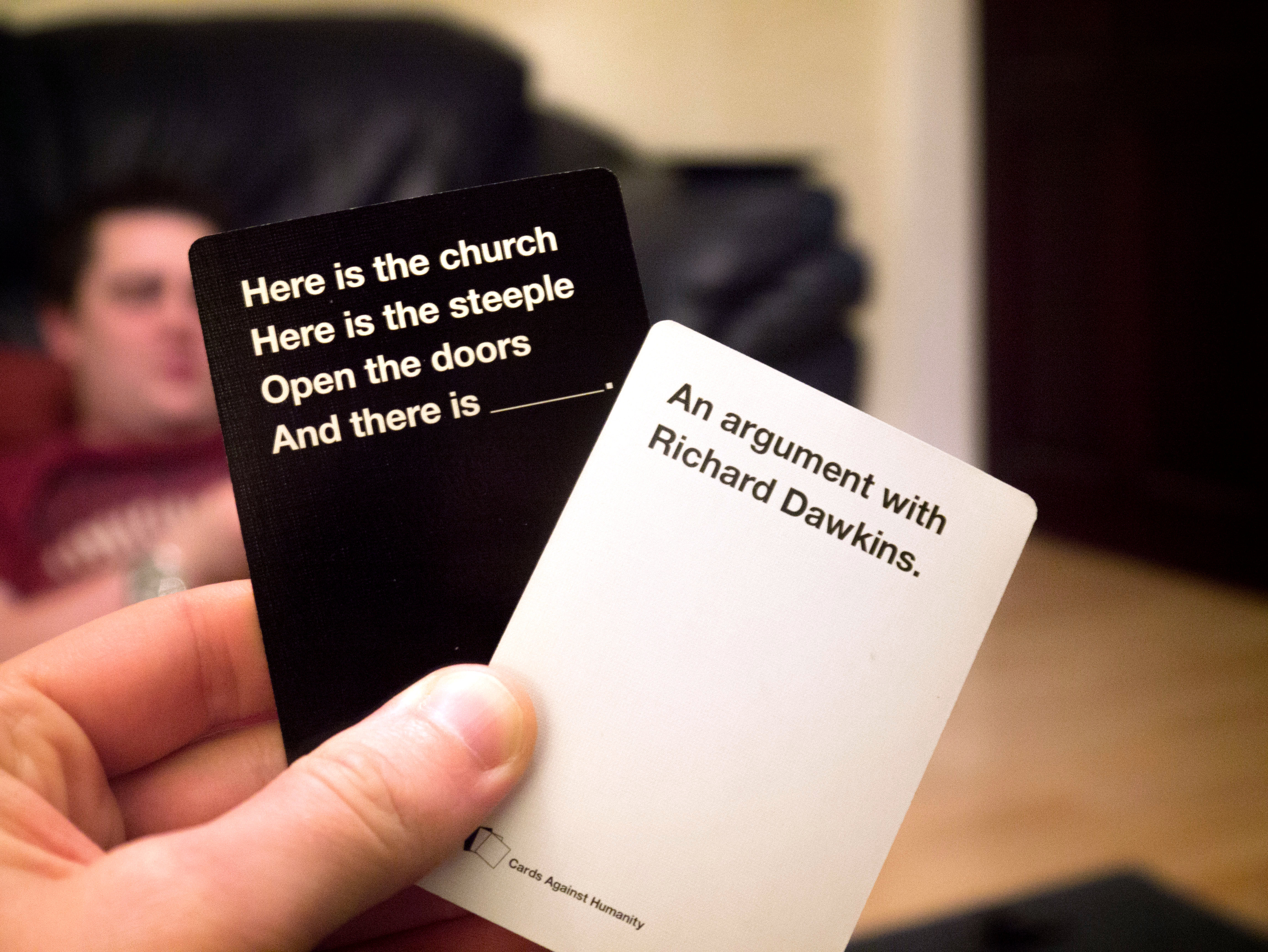
Spielkarten

Die Verpackung des Basisspiels besteht aus einem Karton mit den Maßen 19 × 10 × 7 Zentimeter. Er enthält 80 schwarze und 420 weiße Karten sowie die Spielanleitung. Alle Karten haben ein Format von 5,08 × 8,89 Zentimeter. Die schwarzen Karten enthalten Lückentexte mit ein oder zwei Lücken. Die weißen Karten enthalten Wörter oder Phrasen.

### Erweiterungen und Sondereditionen
Für das Vereinigte Königreich, Kanada und Australien sind landesspezifische Sondereditionen erhältlich. Für diese wurden Teile der Spielkarten umgeschrieben, um sie an landesspezifische sprachliche Besonderheiten sowie kulturelle Eigenheiten anzupassen. Für die UK Edition wurden nach Herstellerangaben beispielsweise 15 % der Karten modifiziert. Auf der Unternehmenswebsite stehen von Fans erstellte und von Cards Against Humanity redigierte Sprachversionen zum Selbstausdrucken zur Verfügung. Mit Stand Mai 2018 existierten Spielkarten für 21 Sprachen, darunter Argentinisches Spanisch, Estnisch und Hebräisch.
Für die Einzelhandelskette Target entwarfen die Entwickler ein nur dort verkauftes, zusätzliches Kartenset, das mit der Ankündigung eines „sofortigen Rabattes“ in Höhe von einem US-Dollar vermarktet wurde. Der Rabatt bestand aus einer an die innere Kartonwand gehefteten Ein-Dollar-Note. Das Erweiterungspaket für Weihnachten 2012 wurde nach dem Prinzip „Pay what you want“ verkauft; mit dem Paket wurden 70.000 US-Dollar Umsatz erzielt.
| Jahr | Erweiterung           | Karten | Anmerkung                                                 |
| ---- | --------------------- | ------ | --------------------------------------------------------- |
| 2012 | 2012 Holiday Pack     | 30     | Thema: Weihnachten                                        |
| 2013 | 2013 Holiday Pack     | 30     | Thema: Weihnachten                                        |
| 2014 | 2014 Holiday Pack     | 30     | Thema: Weihnachten                                        |
| 2016 | Red Box               | 300    | Kompilation der ersten, zweiten und dritten Erweiterung   |
| 2016 | Blue Box              | 300    | Kompilation der vierten, fünften und sechsten Erweiterung |
| 2016 | Green Box             | 300    |                                                           |
| 2017 | Chosen People Pack    | 30     | Thema: Judentum                                           |
|      | 90s Nostalgia Pack    | 30     | Thema: 1990er                                             |
|      | College Pack          | 30     | Thema: College                                            |
|      | Design Pack           | 30     | Von bekannten Grafikdesignern gestaltete Karten           |
|      | Fantasy Pack          | 30     | Thema: Fantasy                                            |
|      | Geek Pack             | 30     | Thema: Geek-Kultur                                        |
|      | Fifth Expansion       | 100    |                                                           |
|      | First Expansion       | 100    |                                                           |
|      | Food Pack             | 30     | Thema: Essen und Lebensmittel                             |
|      | Fourth Expansion      | 100    |                                                           |
|      | Period Pack           | 30     | Thema: Menstruation                                       |
|      | Sci-Fi Pack           | 30     | Thema: Science-Fiction                                    |
|      | Science Pack          | 30     | Thema: Wissenschaft                                       |
|      | Second Expansion      | 100    |                                                           |
|      | Sixth Expansion       | 100    |                                                           |
|      | Third Expansion       | 100    |                                                           |
|      | Weed Pack             | 30     | Thema: Cannabis                                           |
|      | World Wide Web Pack   | 30     | Thema: Internet                                           |
| 2019 | Ass Pack              | 30     | Thema: Gesäß                                              |
| 2019 | 2000's Nostalgia Pack | 30     | Thema: 2000er-Jahre                                       |

Am Cards-Against-Humanity-Stand auf der Penny Arcade Expo wurden 2013 und 2014 mehrere kleinere Erweiterungen veröffentlicht.

## Spielablauf
Die vom Hersteller empfohlene Mindestspielerzahl beträgt vier. Technisch kann das Spiel auch zu dritt gespielt werden. Zu Beginn werden die schwarzen und die weißen Karten separat gemischt, und jeder Spieler erhält zehn weiße Karten.
Das Spiel ist in Runden unterteilt. Zu Beginn jeder Runde wird ein Rundenleiter ernannt, beispielsweise durch eine feste Rotation. Der Rundenleiter nimmt selbst an der aktuellen Spielrunde nicht teil. Er zieht eine schwarze Karte und liest den darauf befindlichen Lückentext vor. Der Lückentext kann auch in Form einer Frage vorliegen, bei der die Antwort ergänzt werden muss. Jeder Spieler außer dem Rundenleiter wählt eine weiße Karte aus seinem Vorrat, deren Inhalt seiner Meinung nach am besten zum Lückentext bzw. der Frage passt, und legt sie verdeckt in die Mitte. Nachdem alle Spieler eine Karte in die Mitte gelegt haben, nimmt der Rundenleiter alle Karten auf und liest die darauf abgedruckten Begriffe oder Phrasen vor. Anschließend wählt er diejenige Karte, die seiner Meinung nach am besten zum ursprünglich von ihm vorgelesenen Lückentext bzw. zur vorgelesenen Frage passt. Derjenige, der diese Karte abgelegt hatte, erhält einen Punkt. Anschließend werden die verbrauchten Karten unter den jeweiligen Kartenstapel geschoben, jeder Spieler inklusive des Rundenleiters zieht eine vorher festgelegte Anzahl neue weiße Karten, ein neuer Rundenleiter bestimmt, und es beginnt die nächste Runde.
Das Spielziel wird durch den Hersteller nicht vorgegeben, es werden lediglich Vorschläge gemacht. Ein gängiges Spielziel ist das Erreichen der höchsten Punktzahl beim konsentierten Spielende. Ebenfalls gängig ist, als Sieger je nach Nachziehregel denjenigen zu definieren, der als letztes noch Karten oder als erstes keine Karten mehr hat.

## Rezeption
2013 hatte Cards Against Humanity eine halbe Million Basisspiele verkauft; das Basisspiel wie auch mindestens ein Erweiterungspaket erreichten zeitweilig Platz 1 der Amazon-Verkaufscharts im Segment „Toys & Games“.
Die Online-Spieledatenbank BoardGameGeek aggregiert gut 3000 Nutzerwertungen (Stand: Mai 2018) zu einem Mittelwert von 6,1 von 10. Im Rahmen einer redaktionellen Rezension stellte BoardGameGeek heraus, dass Cards Against Humanity den Spieler dazu ermuntere, jedes denkbare heikle oder tabuisierte Thema zu verulken, darunter Rasse, Religion, Geschlecht, Armut, Drogen, Sex, Abtreibungen und Kindesmissbrauch. Das kommerzielle Weblog ChicagoNow, eine Ausgliederung der Chicago-Tribune-Redaktion, bezeichnete das Spiel als „einfach, aber gut gemacht“ und zog Vergleiche zum in den USA beliebten Partyspiel Apples to Apples von Mattel, wobei Cards Against Humanity aber „schlüpfriger und lustiger“ sei. Die New York Times kritisierte, dass die gesamte Architektur des Spiels darauf basiere, soziale Normen zu übertreten, was gut in eine Kultur passe, die das Übertreten von Normen selbst zur Norm erhoben habe. Das US-amerikanische Online-Stellenportal The Muse sieht Eigenschaften, die beim Spielen des Spiels benötigt werden, als hilfreich für Bewerbungsgespräche an. Das Portal wertet, das Spiel wende sich an Personen mit „grobem, unverschämtem, sozial nicht akzeptablem Humor“. Das US-Wirtschaftsmagazin Inc. bezeichnet Cards Against Humanity als „außerordentlich süchtig machendes“ Spiel, das eine nicht jugendfreie Variante von Apples to Apples darstelle und innerhalb seiner großen Anhängerschaft Kultstatus genieße.